# Вильденштейн, Джослин
Джослин Вильденштейн (англ. Jocelyn Alice Wildenstein, урождённая Jocelyne Périsset; 7 сентября 1945 — 31 декабря 2024) — швейцарская светская львица, известная своей обширной косметической хирургией, которая придала ей кошачью внешность.

## Биография
Родилась 7 сентября 1945 родилась в Лозанне, Швейцария. Ее отец, Арман Периссе, работал в магазине спортивных товаров, а мать, Лилиан Периссе, была домохозяйкой.
В возрасте семнадцати лет Джослин начала встречаться со швейцарцем Сирилом Пиге, продюсером фильма Un commerce tranquille (1964). Позже она жила в Париже с итало-французским режиссером Серджио Гобби (род. 1938). Став там светской львицей, была искусным охотником и пилотом. В 1977 году в Кении, во время отдыха, связанного с охотой на ранчо «Ol Jogi» Алека Вильденштейна, была представлена хозяину ранчо саудовским торговцем оружием Аднаном Хашогги. Оставшись с Вильденштейном, в апреле 1978 года уехала с ним в Лас-Вегас. У пары родилось двое детей. Узнав об измене мужа, развелась в 1999 году — бракоразводный процесс был громким и скандальным.
В 2003 году Джослин Вильденштейн начала встречаться с французским модельером Ллойдом Кляйном (род. 1967). Они были партнёрами до конца жизни Джослин.
Умерла от тромбоэмболии лёгочной артерии в Париже 31 декабря 2024 года.

## Личная жизнь
Алек Вильденштейн был ярым поклонником диких кошек, поэтому через год после свадьбы новоиспеченная жена обратилась к пластическому хирургу, чтобы тот превратил ее в настоящую кошку. Джослин перенесла обширные косметические операции на лице. В результате её кошачья внешность привела к тому, что СМИ прозвали ее «Женщиной-кошкой» и «Королевой львов». Она признавалась в многомиллионном хирургическом вмешательстве, чтобы сделать свои глаза более кошачьими.
Светская львица была известна тем, что вела экстравагантный образ жизни. Вильденштейн получила 2,5 миллиарда долларов в качестве компенсации за развод (по слухам, эта сумма достигала 3,8 миллиарда долларов) и 100 миллионов долларов ежегодно в течение следующих тринадцати лет. Однажды она подсчитала, что ее годовой счет за телефон составил 60 000 долларов, а расходы на еду и вино — 547 000 долларов. После развода она продала бывший супружеский дом в Нью-Йорке за 13 миллионов долларов.
В 2018 году Джослин Вильденштейн в соответствии с главой 11 Кодекса США о банкротстве подала заявление о банкротстве. Три её квартиры в Trump Tower были конфискованы в 2020 году. В 2023 году газете The Times она объяснила свои финансовые трудности проблемами с тем, что семья Алека Вильденштейна прекратила ей выплаты в 2015 году.